# اس‌ام‌اس پانتر
اس‌ام‌اس پانتر (به انگلیسی: SMS Panther) یک کشتی بود که طول آن ۶۶٫۹ متر (۲۱۹ فوت ۶ اینچ) بود. این کشتی در سال ۱۹۰۱ ساخته شد.